# Aaron Fa'aoso
Aaron Fa'aoso es un actor australiano, conocido por interpretar a Sonny Koa en la serie East West 101.

## Biografía
Aaron es hijo de una mujer de la isla Torres Strait y de un hombre Tonga, es el mayor de tres hijos. Su padre murió cuando Aaron apenas tenía seis años. Creció en Bamaga, Cape York y en Cairns. Antes de convertirse en actor quiso ser jugador de rugby.

## Carrera
En el 2006 comenzó su carrera en la televisión cuando interpretó a Eddie Gaibui en la serie RAN: Remote Area Nurse, por su interpretación fue nominado a un premios logie en la categoría de actuación más sobresaliente y un premio AFI en la categoría de mejor actor invitado o de reparto en un drama de televisión.
En el 2007 se unió al elenco principal de la serie policiaca East West 101 donde interpretó al detective Sonny Koa, hasta el final de la serie en el 2011.
En el 2008 apareció como invitado en la serie Sea Patrol donde interpretó a Massita Balanbaan en dos episodios. Un año después en el 2009 apareció en la película Subdivision, donde dio vida a Solly.
En el 2010 interpretó a Benji Fa'alonga en un episodio de la serie City Homicide.
En el 2012 se unió al elenco de la serie The Straits donde interpretó a Noel Montebello hasta el final de la serie ese mismo año luego de que esta no fuera renovada para una segunda temporada. Ese mismo año aparecerá en la serie TI Taxi. Ese mismo año en apareció en la miniserie Bikie Wars: Brothers in Arms donde interpretó al motociclista Roo, miembro de la banda conocida como "Los Bandidos".
En el 2013  apareció como invitado en la serie München 7 donde interpretó al oficial mayor de la policía Bob Wheeler.

## Filmografía

### Series de televisión
| Año             | Título                       | Personaje         | Notas                   |
| --------------- | ---------------------------- | ----------------- | ----------------------- |
| 2017 - presente | Little J & Big Cuz           | Old Dog           | -                       |
| 2016            | Hyde & Seek                  | Maru Salesi       | 4 episodios             |
| 2013            | München 7                    | Bob Wheeler       | episodio "Magic"        |
| 2012            | Bikie Wars: Brothers in Arms | Rua "Roo" Rophia  | 5 episodios - miniserie |
| 2012            | The Straits                  | Noel Montebello   | 10 episodios            |
| 2012            | TI Taxi                      | -                 | -                       |
| 2007 - 2011     | East West 101                | Det. Sonny Koa    | 20 episodios            |
| 2010            | City Homicide                | Benji Fa'alonga   | episodio "Tomato Can"   |
| 2008            | Sea Patrol                   | Massita Balanbaan | 2 episodios             |
| 2006            | RAN: Remote Area Nurse       | Eddie Gaibui      | 2 episodios             |

### Películas
| Año  | Título        | Personaje | Notas                                                                                             |
| ---- | ------------- | --------- | ------------------------------------------------------------------------------------------------- |
| 2009 | Subdivision   | Solly     | junto a Bruce Spence, Gary Sweet, Steve Bisley, Denise Roberts, John Batchelor & Brooke Satchwell |
| 2009 | Kasa Por Yarn | Billy     | documental                                                                                        |

### Director y escritor
| Año  | Programa | Notas               |
| ---- | -------- | ------------------- |
| 2007 | Sharpeye | director & escritor |

### Teatro
| Año        | Obra                | Personaje | Director (a)  | Teatro              | Notas                                                     |
| ---------- | ------------------- | --------- | ------------- | ------------------- | --------------------------------------------------------- |
| 2009       | Miracle in Brisbane | -         | Rhoda Roberts | -                   | junto a Leeroy Bilney, Casey Donovan & Deborah Mailman    |
| 2007       | 52 Pick Up          | -         | Paul Barry    | Belvoir St. Theatre | junto a Carly Andrews & Beccy Iland                       |
| 2006, 2007 | Back Home           | -         | Alicia Talbot | Urban Theatre       | junto a Shannon Williams, Leo Tanoi & NOMISe              |
| 2006       | Njunjul The Sun     | -         | Wayne Blair   | Cremorne Theatre    | junto a Kerith Atkinson, Roxanne McDonald & Mark Shephard |
| 2006       | Howard the Rookie   | -         | Leah Purcell  | -                   | -                                                         |

## Premios y nominaciones
| Año  | Categoría                                            | Premio               | Serie                  | Resultado |
| ---- | ---------------------------------------------------- | -------------------- | ---------------------- | --------- |
| 2012 | Best Guest or Supporting Actor in a Television Drama | AACTA Award          | East West 101          | Nominado  |
| 2007 | Most Outstanding New Talent                          | Graham Kennedy Award | RAN: Remote Area Nurse | Nominado  |
| 2006 | Best Guest or Supporting Actor in Television Drama   | AFI Award            | RAN: Remote Area Nurse | Nominado  |